# Oliver Wonekha
Oliver Wonekha là một nữ chính trị gia và nhà ngoại giao Uganda, người phục vụ với tư cách là Cao ủy Uganda tại Cộng hòa Rwanda, kể từ năm 2017. Trước đây bà từng là Đại sứ của Uganda tại Hoa Kỳ, từ năm 2013 đến năm 2017.

## Bối cảnh và giáo dục
Wonekha được sinh ra tại huyện Bududa ngày nay, vào khoảng năm 1951. Bà có bằng Cử nhân Khoa học từ Đại học Makerere, ở Kampala, thủ đô của Uganda. Bà cũng có bằng Cao học về Giáo dục, cũng từ Đại học Makerere.

## Kinh nghiệm làm việc
Bà làm việc trong lĩnh vực cà phê trong 30 năm, bắt đầu từ khoảng năm 1971, trước khi bà bước vào chính trị. Bà đã làm việc tại Hội đồng tiếp thị cà phê, hiện tại không còn tồn tại, và sau đó cho công ty tư nhân Kyagalanyi Coffee Limited.

## Sự nghiệp chính trị
Năm 2011, Wonekha bước vào chính trị của Uganda bằng cách đăng ký cho khu vực bầu cử phụ nữ huyện Mbale, trong quốc hội Uganda. Bà đã chiến thắng và phục vụ trong cương vị đó trong kỳ quốc hội thứ tám (2001-2006). Năm 2006, bà đã tham gia bầu cử phụ nữ khu vực Bududa, trong đảng chính trị cầm quyền quốc gia cầm quyền. Bà đã chiến thắng và phục vụ trong vị trí đó trong kỳ quốc hội thứ 9 (2006–2011). Trong suốt chu kỳ bầu cử năm 2011, bà đã mất ghế. Sau khi bà mất vị trí trong quốc hội Uganda, bà đã không thành công khi tham gia tranh cử tại Hội đồng lập pháp Đông Phi.